# Bessay
Bessay é uma comuna francesa na região administrativa da Pays de la Loire, no departamento de Vendéia. Estende-se por uma área de 10,79 km². Em 2010 a comuna tinha 442 habitantes (densidade: 41 hab./km²).